# Al Pitrelli
Al Pitrelli, född 29 september 1962 i New York, är gitarrist för Trans-Siberian Orchestra, Savatage och O2L. Under perioden 2000-2002 var han gitarrist för Megadeth. Han spelade gitarr med Alice Cooper under dennes Trash-turné 1989.

## Diskografi (urval)
Studioalbum med Savatage
- Dead Winter Dead (1995)
- The Wake of Magellan (1998)
- Poets and Madmen (2001)

Studioalbum med Trans-Siberian Orchestra
- Christmas Eve and Other Stories (1996)
- The Christmas Attic (1998)
- The Ghosts of Christmas Eve (2000)
- Beethoven's Last Night (2000)
- The Lost Christmas Eve (2004)
- Night Castle (2009)
- Letters From The Labyrinth (2015)

Album med Megadeth
- Capitol Punishment: The Megadeth Years (2000)
- The World Needs a Hero (2001)
- Rude Awakening (2002)
- Still Alive... and Well? (2002)
- Greatest Hits: Back to the Start (2005)
- Anthology: Set the World Afire (2008)